# Sdružení Centrální Krušnohoří
Sdružení Centrální Krušnohoří je zájmové sdružení některých obcí a právnických osob centrálního Krunohoří v okresech okresu Chomutov a Karlovy Vary za účelem regionálního rozvoje. Sídlo má sdržení v Jáchymově.

## Cíle sdružení
Cíli sdružení je regionální programování a realizace místní strategie regionálního rozvoje, podpora hospodářských aktivit v regionu, navázání spolupráce a organizační propojení s obdobnými sdruženími, popř. s dalšími organizacemi, spolupráce s příhraničními sousedícími obcemi, zvyšování atraktivity regionu pro aktivní cestovní ruch, propagace regionu, podpora rozvoje infrastruktury, zemědělství, ochrany a tvorba životního prostředí.

## Historie
Sdružení sdružující celkem 12 obcí bylo založeno v roce 1998.

## Obce sdružené v mikroregionu
- Abertamy
- Boží Dar
- Horní Blatná
- Jáchymov
- Kovářská
- Loučná pod Klínovcem
- Měděnec
- Nové Hamry
- Pernink
- Potůčky
- Vejprty

jako právnická osoba je členem i společnost Lanová dráha Klínovec